# Al filo de lo imposible
Al filo de lo imposible, també anomenat Al filo, és un programa de televisió emès per La 2. Consisteix en una sèrie de documentals d'alta qualitat fotogràfica que té com a temàtica comuna l'aventura i l'exploració de llocs salvatges i d'alt risc de la Terra, com l'escalada de cims de més de 8000 metres, l'exploració dels casquets polars, travessies en vol lliure, el busseig a grans profunditats, etc. Aquesta sèrie de més de dos-cents documentals d'esport d'aventura i risc, amb imatges filmades en alguns dels llocs més remots del planeta duu més de 25 anys en antena.
El primer programa es va emetre el gener de 1982, amb el títol Dimensión 8000. Segons la informació disponible a la pàgina oficial, és l'únic programa de televisió que ha filmat les 14 cims de més de 8.000 metres que existeixen al planeta, a més dels «tres pols» (el Pol Nord, el Pol Sud i l'Everest). Molts dels seus documentals han estat emesos en televisions d'altres països, com la BBC, National Geographic i en altres cadenes de televisió de la Xina, els Estats Units i d'Amèrica Llatina.
Durant el rodatge d'alguns dels documentals es van produir accidents greus que van tenir una gran repercussió mediàtica a Espanya i que va provocar que des de certs mitjans de comunicació s'elevessin algunes crítiques, encara que majoritàriament les crítiques televisives han estat favorables. Dins de l'equip d'Al filo, cal destacar a Juanito Oiarzabal, Alberto Iñurrategi i Iván Vallejo que han aconseguit coronar els catorze vuit mil. Juanito Oiarzabal té en el seu palmarès 23 vuit mil, una marca que no ha estat batuda de moment. També cal destacar a Edurne Pasaban, primera dona a aconseguir ascendir als catorze vuit mils; i a Francisco Gan, que es troba entre les catorze persones que han aconseguit assolir els "tres pols" de la Terra.
Els reportatges d'aquest programa també han inspirat el motiu gràfic de diversos segells postals de Correos i han estat guardonats amb diversos premis.

## Premis i reconeixements
El programa ha obtingut nombrosos guardons al llarg dels seus més de 25 anys d'activitat. Per motius d'espai i comoditat de lectura només es llista una selecció d'aquests.
- Medalla de bronze en el Festival Internacional de Nova York el 2008.[11]
- Medalla d'or en el WorldMedia Festival 2008 en la categoria "Esports i activitats", celebrat a Hamburg (Alemanya).[12]
- Premi a la millor producció de televisió 2006 en el Festival de Cinema Esportiu de Santander.[3]
- Premi Nacional a les Arts i les Ciències Aplicades a l'Esport 2005, per a Sebastián Álvaro, guardó concedit pel Consell Superior d'Esports d'Espanya[3]
- Premi ATV 2005[3]
- Premi Zapping 2003[3]
- Placa de Plata de la Real Orde del Mèrit Esportiu el 2003[13]
- Millor programa documental al VI Festival de Cinema de Palma el 2003[13]
- Premi ATV 2002[13]
- Premi Ondas 2000[14]
- Premi ATV 1999[13]
- Premi Ondas 1995[14]
- Medalla de plata en el Festival Internacional de Televisió de Nova York, el 1994.[13]
- TP d'Or ex aequo al millor documental el 1992.[13]